# サワーイー・マードープル

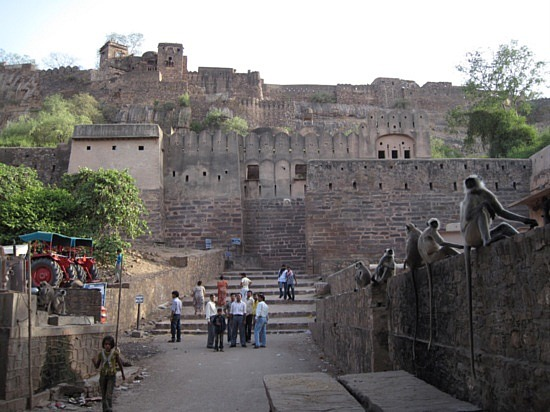
ランタンボール城

サワーイー・マードープル（ヒンディー語：सवाई माधोपुर、Sawai Madhopur）は、インドのラージャスターン州、サワーイー・マードープル県の都市。

## 歴史

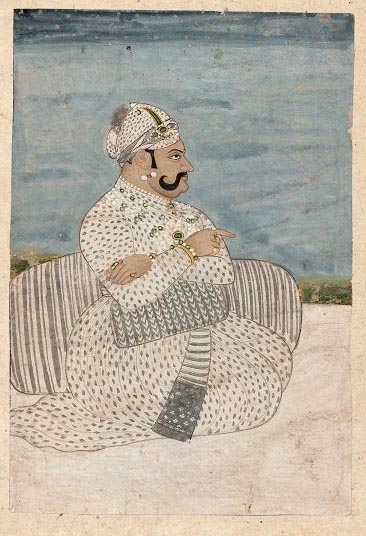
マードー・シング

1763年1月19日、サワーイー・マードープルはアンベール王国の君主マードー・シングによって建設が始まった。マードープルとは「マードーの町」といった意味である。
2014年1月19日、建設から251年を祝う祝典が開催された。

## 人口
2011年の人口統計では、 総人口は120,998.人である。うち男は53% 、女は47%である。